# Rock'n Roll (film, 2017)
Pour les articles homonymes, voir Rock 'n' roll (homonymie).
Pour plus de détails, voir Fiche technique et Distribution.
Rock'n Roll est une comédie française écrite et réalisée par Guillaume Canet, sortie en 2017.

## Synopsis
Guillaume Canet, comédien de 43 ans, se remet en question le jour où, sur un plateau de tournage, sa jeune partenaire à l'écran lui dit qu'il n'est plus un objet de désir pour les femmes de la jeune génération. La raison ? Sa vie de famille bien rangée avec Marion Cotillard, son fils Lucien, sa maison de campagne, sa passion pour les chevaux. Guillaume comprend qu'il faut tout faire pour changer cette image ringarde et plus vraiment sexy.

## Fiche technique
Sauf indication contraire, les informations mentionnées dans cette section peuvent être confirmées par la base de données cinématographiques IMDb,  présente dans la section « Liens externes ».
- Titre original : Rock'n Roll
- Réalisation : Guillaume Canet
- Scénario : Guillaume Canet, Philippe Lefebvre et Rodolphe Lauga
- Production : Alain Attal
- Photographie : Christophe Offenstein et Rodolphe Lauga
- Costumes : Carine Sarfati
- Effets spéciaux de maquillage : Olivier Afonso
- Montage : Hervé de Luze
- Musique originale : Yodelice
- Sociétés de production : Les Productions du Trésor ; coproduit par Pathé, Caneo Films, M6 Films, Appaloosa Cinéma ; avec la participation de Canal+, Ciné+, M6 et W9
- Budget : 17,9 millions €[1]
- Société de distribution : Pathé Distribution (France)
- Pays d'origine :  France
- Genre : comédie
- Durée : 123 minutes
- Date de sortie :
  -  France : 15 février 2017

## Distribution
Sauf indication contraire, les informations mentionnées dans cette section peuvent être confirmées par la base de données cinématographiques IMDb,  présente dans la section « Liens externes ».
Note : la majorité des acteurs sont crédités sous leur propre nom et non sous l'appellation « lui-même, ».
- Guillaume Canet
- Marion Cotillard
- Camille Rowe
- Philippe Lefebvre
- Gilles Lellouche
- Yvan Attal
- Alain Attal
- Maxim Nucci
- Yarol Poupaud
- Ben Foster
- Johnny Hallyday
- Laeticia Hallyday
- Kev Adams
- Guillaume Faure
- Norbert Ferrer
- Nadja Settel
- Jeanne Damas
- Hugo Dillon
- Cécile Felsenberg
- Pierre-Benoist Varoclier
- Arnaud Henriet

## Production

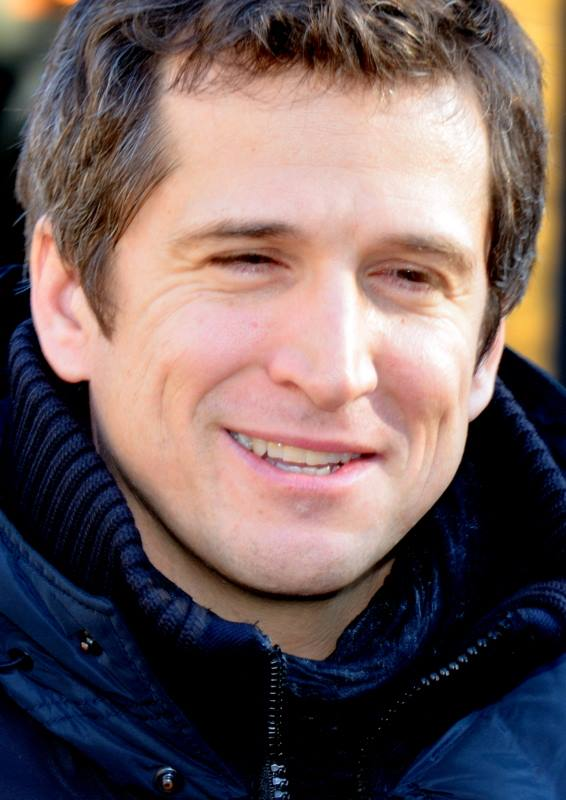
Guillaume Canet, ici au déjeuner des nommés des Césars 2015.

### Genèse et développement
Guillaume Canet voulait depuis plusieurs années développer ce projet, initialement sous la forme d'un faux documentaire sur les fantasmes provoqués par la notoriété. Il explique son ambition d'alors : « Arrêtez de croire tout ce que l'on vous raconte, de voir tout ce que vous pensez voir : il y a d'autres choses derrière, elles ne sont pas forcément meilleures, elles peuvent même parfois être pires. Elles ne sont, en tous cas, pas ce que vous croyez. » Mais l'acteur-réalisateur doit abandonner cette idée après la sortie de I'm Still Here (Casey Affleck, 2010), film dans lequel Joaquin Phoenix présente sa « nouvelle vie » de rappeur. Guillaume Canet ajoute : « C'était exactement le documentaire que je voulais faire. J'ai laissé tomber. » Plusieurs années après, c'est après une interview qu'il a l'idée précise du scénario de Rock'n Roll : « Il y a deux ans, une journaliste qui m'interviewait m'a parlé de moi dans des termes qui ne me correspondaient absolument pas. “C'est l'image que vous renvoyez aux gens”, insistait-elle. Le désir de m'amuser avec mon image est revenu. » Guillaume Canet s'inspire alors de sa vie et de sa relation avec Marion Cotillard pour écrire le scénario : « Il y a neuf ans que nous vivons ensemble et il m'est parfois arrivé de vivre des situations assez surréalistes en la voyant s'immerger complètement dans un personnage. À l'époque de l'écriture, elle préparait le film de Xavier Dolan et cela m'a amusé d'imaginer qu'elle doive travailler cet accent. Marion joue souvent des rôles complexes et c'est une vraie bosseuse. Je trouvais comique de lui faire dire qu'un rôle devait soit avoir un handicap, soit avoir un accent. »
Guillaume Canet a développé le scénario avec Rodolphe Lauga et Philippe Lefebvre. Ce dernier avait déjà collaboré avec Guillaume Canet pour l'écriture de Mon idole (2002) et Ne le dis à personne (2006).

« Philippe Lefebvre, Rodolphe Lauga et moi, nous sommes vraiment lâchés. Mais, autant il m'était facile de me moquer de moi-même, je pouvais même être très trash, autant cela devenait plus compliqué lorsque c'était eux qui se permettaient d'émettre certaines idées peu flatteuses. Je m'y suis fait. J'y ai même pris beaucoup de plaisir. »

— Guillaume Canet
Initialement, Guillaume Canet pensait tourner un petit film : « Au départ, j'avais dit à Alain Attal : “Tu verras, il n'y aura qu'un seul décor. On voit un peu le type chez lui, puis sur le plateau, c'est tout.” Et puis on a commencé à imaginer des effets spéciaux et cette fin à Miami, avec les crocodiles, le film a effectivement pris une autre dimension. Tout à coup, l'écriture exigeait cela. » Alain Attal ajoute : « Guillaume avait, c'est vrai, envie de tourner rapidement et avec une petite équipe, mais son propos se prêtait en réalité à un film plus important et plus il déroulait de nouvelles séquences, plus l'outil cinéma prenait le dessus sur le faux documentaire. J'ai encouragé ce chemin. Pour obtenir les acteurs qu'il souhaitait, réaliser les plans séquences qu'il désirait, et aller dans cette folie américaine de la fin du récit, cela supposait une équipe importante et des effets spéciaux. »

### Attribution des rôles

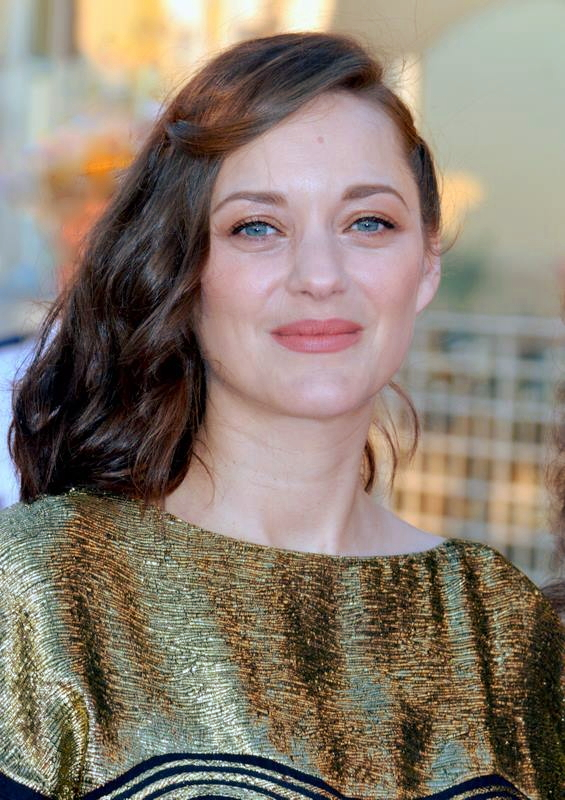
L'actrice principale Marion Cotillard, l'année de sortie du film.

Pour coller au maximum au style autobiographique, Guillaume Canet a insisté pour utiliser son entourage. Il explique : « Il devait forcément s’agir des gens de mon entourage proche, professionnel comme personnel. Mon agent joue son rôle, Marion, mes copains… Jusqu’à mon ancien assistant avec lequel j’ai travaillé pendant huit ans et qui est un vrai personnage... Il n’y a que mon fils qui ne soit pas mon fils – je ne voulais évidemment pas le mêler à ça. »
Le producteur Alain Attal, fidèle collaborateur de Guillaume Canet, est lui aussi présent à l'écran tout en étant producteur du film. Ce dernier raconte : « Autant j’étais mort de rire en lisant la scène, autant j’étais pétrifié à cette perspective. Je ne suis pas acteur et, en tant que « vrai » producteur du film, j’avais d’autant moins envie qu’on loupe cette séquence à cause de mon inexpérience. Bref ça me terrorisait ». Guillaume Canet ajoute quant à lui « Je n’arrivais pas non plus à trouver un acteur inconnu pour l’interpréter. Un jour, j’apprends qu’Yvan Attal a envie de tourner dans Rock'n Roll. Je n’avais aucun rôle à lui proposer, je l’appelle pour le lui dire. Je raccroche. Et tout d’un coup, me vient une illumination : si je demandais à Yvan de dire les répliques importantes qu’aurait dû dire Alain, je pourrais peut-être convaincre ce dernier de participer au film. Et j’ai réussi… »

### Tournage
Le tournage a eu lieu aux studios d'Épinay en Seine-Saint-Denis.

### Effets spéciaux de maquillage
La transformation physique de Guillaume Canet est l'œuvre du maquilleur Olivier Afonso.

## Bande originale
La musique originale du film est composée par Yodelice, ami du couple Canet-Cotillard. L'album contient par ailleurs les chansons présentes dans le film.
| 1.  | Crazy Drum                                          | Yodelice                           | 1:52 |
| 2.  | Marcellito Fanfare                                  | Yodelice                           | 2:18 |
| 3.  | Indian Love Call                                    | Nick Waterhouse                    | 3:04 |
| 4.  | You Spin Me Round (Like a Record)                   | Dead or Alive                      | 4:28 |
| 5.  | That's Not My Name                                  | The Ting Tings                     | 5:10 |
| 6.  | Clapping Song (Clap Pat Clap Slap) (single version) | Ellis Shirley                      | 2:43 |
| 7.  | Enola Gay                                           | Orchestral Manoeuvres in the Dark  | 3:32 |
| 8.  | Marcellito Pizz                                     | Yodelice                           | 0:57 |
| 9.  | Pour que tu m'aimes encore                          | Céline Dion                        | 4:12 |
| 10. | Crazy Ambiance                                      | Yodelice                           | 0:16 |
| 11. | Quand je t'aime                                     | Demis Roussos                      | 3:48 |
| 12. | Rock'n Roll Accordeon                               | Yodelice                           | 1:34 |
| 13. | You Can Do It                                       | Al Hudson & The Partners           | 3:26 |
| 14. | Don't Dream It's Over                               | Crowded House                      | 3:57 |
| 15. | The Seed (2.0)                                      | The Roots feat. Cody Chesnutt      | 3:54 |
| 16. | Take Me Out                                         | Franz Ferdinand                    | 3:58 |
| 17. | Marcellito Main                                     | Yodelice                           | 2:33 |
| 18. | Forever Young                                       | Alphaville                         | 3:46 |
| 19. | Go On for Ever (tiré de La Boum)                    | Richard Sanderson & Vladimir Cosma | 3:45 |
| 20. | Sarà perché ti amo                                  | Ricchi e Poveri                    | 3:04 |
| 21. | Marcellito Instru                                   | Yodelice                           | 0:54 |
| 22. | Early Morning Jam                                   | The Afters                         | 4:03 |
| 23. | Crocodile Ranger                                    | Yodelice                           | 2:07 |
| 24. | Target                                              | Yodelice                           | 2;26 |
| 25. | Ça plane pour moi                                   | Guillaume Canet                    | 4:49 |

## Accueil

### Accueil critique
Sur l'agrégateur américain Rotten Tomatoes, le film récolte 64 % d'opinions favorables pour 11 critiques.
En France, le site Allociné propose une note moyenne de 3,3⁄5 à partir de l'interprétation de critiques provenant de 28 titres de presse.
Sur Allociné, la note moyenne des spectateurs est de 2,7 / 5.

### Box-office
| Pays ou région | Box-office        | Date d'arrêt du box-office | Nombre de semaines |
| -------------- | ----------------- | -------------------------- | ------------------ |
| France         | 1 300 253 entrées | 28 mars 2017               | 6                  |

Malgré des entrées correctes, le film est considéré comme un échec commercial. Selon Capital, plus de 2,4 millions d'entrées auraient été nécessaires pour que le film soit rentable : il n'atteint que la moitié de ce chiffre.

## Distinctions
- César 2018 : Nomination pour le César du meilleur acteur pour Guillaume Canet